# Rhamphomyia hilariformis
Rhamphomyia hilariformis är en tvåvingeart som beskrevs av Frey 1922. Rhamphomyia hilariformis ingår i släktet Rhamphomyia och familjen dansflugor. Inga underarter finns listade i Catalogue of Life.